# 瓜生貞延
瓜生 貞延（うりう さだのぶ）は、戦国時代から江戸時代初期にかけての武将。大友氏の家臣。筑前国岡城主。

## 概要
豊後瓜生氏は、清和源氏の流れとされ、家紋は土岐桔梗という。なお、貞延嫡子長門守勝忠の墓所の傍らに建立されている石碑には瓜生保を輩出した嵯峨源氏渡辺氏流の瓜生氏との関連について記述があるが歴史的根拠はなく、別の一族と考えられる。貞延、勝忠以降の遠賀瓜生一族についてであるが、平成に至るまで遠賀郡岡垣を本籍地とした瓜生家があったことがわかっており遠賀瓜生の子孫はこの場所を示すことが出来るという（一説には元々本家のあった場所と言われている）また、貞延の嫡子勝忠以降、嫡流男児の名に勝の一字を付ける習わしがあるという。
天文15年（1546年）、主君大友義鎮から遠賀郡岡城主・麻生隆守（麻生家信の嫡男）討伐の命を受け、岡城を攻略した。以後、城主となり遠賀一帯を統治する。岡城の近くを流れる血垂川は、貞延と隆守の軍勢が戦った場所であり、川の流れが血で染まったことに由縁している。永禄5年（1562年）、領内に浄土真宗の寺院を開いた（寺院山門は黒田氏寄進によるもので現在は指定文化財）。
天正14年（1586年）、豊臣秀吉の九州平定の際、岡城は宗像氏貞の進軍で廃城となる。